# Тревіс Гернес
Тревіс Енріке Гернес (англ. Travis Enrique Hernes, нар. 4 листопада 2005, Кінгстон, Ямайка) — норвезький футболіст ямайського походження, півзахисник англійського клубу «Ньюкасл».
На правах оренди грає в данському клубі «Ольборг».

## Ігрова кар'єра

### Клубна
Тревіс Гернес почав займатися футболом у Норвегії. пізніше він переїхав до Англії. Але не пройшов кастинг в академію «вулвергемптон Вондерерз» і приєднався до молодіжної команди клубу «Шрусбері Таун». В серпні 2023 року Гернес підписав з клубом професійний контракт до 2026 року. В наступному сезоні він провів три гри в складі «Шрусбері Таун» в Першій лізі.
Перед початком сезону 2023/24 Гернес перейшов до клубу Прем'єр-ліги «Ньюкасл». А в січні 2025 року для набору ігрової практики півзахисник був відправлений в оренду в данський «Ольборг».

### Збірна
Тревіс Гернес має ямайське коріння та з 2022 року виступає за юнацькі збірні Норвегії.